# Фёрстер, Фридрих (физик)
Фридрих Фёрстер (нем. Friedrich Förster; 13 февраля 1908, Хундисбург, Саксония-Анхальт — 29 марта 1999, Ройтлинген) — немецкий учёный, профессор, крупный специалист в области электромагнитной дефектоскопии, основатель немецкой компании Институт доктора Фёрстера (Ройтлинген).

## Научная деятельность
Авторство термина «Дефектоскоп» принадлежит Ф. Фёрстеру: так назывался первый сконструированный и запущенный им в серию прибор для обнаружения дефектов.
В 1937, исследуя магнитные свойства металлов, Фридрих Фёрстер обнаруживает влияние магнитного поля земли на магнитную катушку контрольной установки. Он начинает с разработки высоко чувствительных устройств измерения для магнитных полей. В 1948 он создает свою собственную компанию и ищет способы использовать результаты, которых он достиг в научной работе в Кайзер-Вильгельм Институтет. Его цель: разработка оборудования, подходящего для использования в промышленности.
В течение 50-х был разработан научный фундамент электромагнитных методов контроля. За это в 1957 доктор Фридрих Фёрстер награждён Премией Виктора де Фореста.
В 1963 первое устройство измерения магнитного поля фирмы ФЁРСТЕР было установлено на спутник. С таким зондом спутник Mariner II исследовал магнитное поле Венеры. Затем последовали другие измерительные устройства в многочисленных проектах исследования космоса, например, для точного направления рентгеновских лучей спутника ROSAT. Даже на Луне есть зонд Фёрстера. В 1992 эа эту работу NASA удостоила своей высочайшей награды Ф. Фёрстера.